# 宮本洋子の明日にブラボー!
『宮本洋子の明日にブラボー!』（みやもとひろこのあしたにブラボー!）は、2017年4月2日から2019年3月31日までRKB毎日放送（RKBラジオ）で放送されているトーク番組である。

## 番組概要
女性ならではの悩みごとに対して解決のヒントを探ったり、人生を楽しむためのアドバイスを提供したりする番組。

## 放送時間
- 日曜日 9:30 - 9:45（JST。2017年4月2日 - 2019年3月31日）

## パーソナリティ
- 宮本洋子（美容家、イーズ・インターナショナルCEO）
- 服部恭子（フリーアナウンサー）

## コーナー
- オンナの井戸端談義
- あなたにブラボー!